# Шамар Мипам Чьокий Вангчук
Шестият Шамар Ринпоче Мифам Чьокий Вангчук (1584 – 1630) е роден в Дрикунг в централен Тибет. Разпознат и обучен от Деветия Кармапа Вангчук Дордже той показва забележителна интелигентност. Едва шестнадесетгодишен той отлично знае наизуст и тълкува многобройни Будистки трактати в десетки томове на обширни теми като Праджняпарамита Сутра, Виная, Абидхарма, Калачакра Тантра, Медицина и др. Много от съвременниците му го смятат за еманация на Манджушри – ученик на историческия Буда Шакямуни и Бодхисатва олицетворяващ просветлената мъдрост.
Китайският император кани Шамарпа в качеството на свой учител и по негово желание отпечатва Канджур или Пълният Будистки Канон. При завръщането си в Тибет Шамар Ринпоче разпознава десетото прераждане на Кармапа – Чьоинг Дордже и става негов учител.
Най-важните ученици на Шамар Мифам Чьокий Вангчук са Десетият Кармапа Чьоинг Дордже, Петият Тай Ситупа и Петият Гялцап Ринпоче.